# Aeral
Aeral – stop składający się z aluminium z dodatkiem miedzi, manganu oraz magnezu. 
Ma zastosowanie przede wszystkim w przemyśle lotniczym i samochodowym. 